# Minobu
Minobu (jap. 身延町 Minobu-chō) – miasto w Japonii, na wyspie Honsiu, w prefekturze Yamanashi. Według danych na rok 2020 miejscowość zamieszkiwało 10 663 mieszkańców , a gęstość zaludnienia wyniosła 35,3 os./km².